# Международная Фармакопея

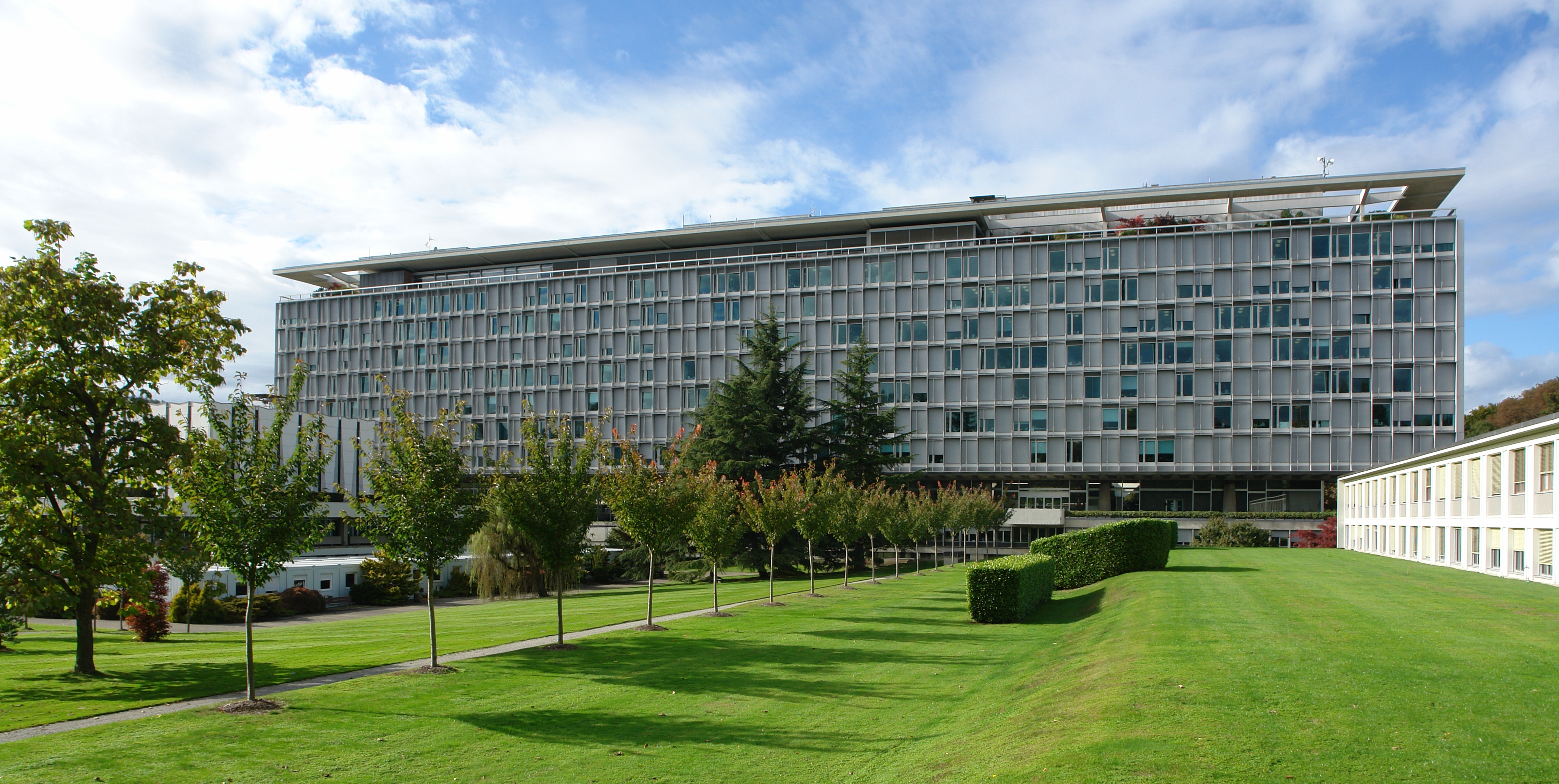
Штаб-квартира ВОЗ в Женеве

Международная Фармакопея — собрание рекомендуемых методик анализа и спецификаций по оценке качества фармацевтических субстанций и готовых лекарственных форм, которые предназначены для использования государствами – членами Всемирной Организации Здравоохранения в качестве референтных или в качестве основы для адаптации в целях установления собственных требований к фармацевтическому качеству лекарственных средств (см. Фармакопея).
Сведения, опубликованные в Международной Фармакопее, накоплены с помощью процедуры консультаций и основаны на международном опыте, а фармакопейные статьи сформулированы при независимом подходе. В Международной Фармакопее преимущество предоставлено лекарственным средствам, широко применяемым во всем мире, а также лекарственным средствам, важным для осуществления программ здравоохранения, проводимых ВОЗ, но возможно отсутствующим в иных фармакопеях, например, новые противомалярийные препараты.

## История Международной Фармакопеи
Первые шаги к созданию Международной Фармакопеи были сделаны 1874 г., когда потребность в стандартизации терминологии и уточнении дозировок и состава лекарственных препаратов привела к попыткам создать международный фармакопейный компендиум. На первой конференции, созванной бельгийским правительством и проведённой в Брюсселе в 1902 г., достигнуто Соглашение по достижению Единства прописей сильнодействующих препаратов, которое в 1906 г. ратифицировали 19 государств. Такой результат повлиял на последующую публикацию национальных фармакопей. Второе Соглашение, также в Брюсселе, подписанное в 1925 г. и ратифицированное в 1929 г., включало 41 статью и конкретизировало, что Лига Наций будет ответственной за административную работу по созданию объединённой фармакопеи, а постоянный секретариат международной организации будет координировать деятельность национальных фармакопейных комиссий. В это Соглашение были включены общие принципы приготовления галеновых препаратов, высшие дозы, номенклатура и биологическое исследование арсенобензонов, равно как таблица концентраций дозирования и описание 77 лекарственных субстанций и препаратов. В 1937 г.в ответ на неоднократные призывы со стороны экспертов по фармацевтике из разных странах к пересмотру и расширению до величины международной фармакопеи брюссельского Соглашения Организация Здравоохранения Лиги Наций учредила техническую комиссию в составе семи фармакопейных экспертов из Бельгии, Дании, Франции, Нидерландов, Швейцарии, Соединённого Королевства (Председатель) и США . В 1947 г. Временная Комиссия ВОЗ продолжила работу над фармакопеями, ранее начатую Организацией Здравоохранения Лиги Наций, и направила деятельность Комитета экспертов на работу, проводимую технической комиссии Лиги, по достижению единства Фармакопей. Перед Комитетом экспертов стояла задача по созданию проекта международного соглашения по единению фармакопей, видоизменению и расширению существовавшего соглашения по Единству прописей сильнодействующих препаратов.
- В 1948 г. первая Всемирная Ассамблея здравоохранения утвердила учреждение Комитета экспертов при Временной Комиссии. В 1951 г. он стал Комитетом экспертов по Международной Фармакопее; а в 1959 г. — Комитетом экспертов по спецификациям фармацевтических препаратов. Эту группу всегда называли Совещательной группой экспертов ВОЗ по Международной Фармакопее и фармацевтическим препаратам. Статья 2 Конституции ВОЗ гласит, что одна из функций ВОЗ состоит «в разработке, установлении и поощрении международных стандартов по отношению к пище, биологическим, фармацевтическим и воспроизведённым препаратам». Международная Фармакопея непосредственно подпадает под эту категорию. В 1950 г.третья Всемирная Ассамблея здравоохранения приняла резолюцию по созданию Программы Международных непатентованных названий (МНН -INN) в целях однозначной идентификации фармацевтических субстанций по всему миру и по применению только единственного Международного непатентованного названия в фармакопейных статьях.

## Первое издание Международной Фармакопеи
Третья Всемирная Ассамблея здравоохранения официально утвердила публикацию Международной Фармакопеи и в соответствии со статьей 23 Конституции ВОЗ рекомендовала «конечное включение её положений со стороны органов, ответственных за фармакопеи». Таким образом, было рекомендовано, чтобы МФ не являлась юридически обязывающей фармакопеей в стране, если она не принята фармакопейным органом этого государства. Начиная с того момента, ВОЗ составила Постоянный Секретариат Международной Фармакопеи. При подготовке первого издания опирались на сотрудничество с национальными фармакопейными комиссиями. Первый том первого издания Международной Фармакопеи увидел свет в 1951 г., имея целью создание объединённой фармакопеи, гармонизацию требований качества для фармацевтических субстанций во всем мире. Второй том — в 1955 г. с дополнением (в 1959 г.) на английском, французском и испанском языках. Издание было переведено на немецкий и японский языки. Оно включало 344 фармакопейные статьи по лекарственным субстанциям, 183 фармакопейные статьи по дозированным лекарственным формам (капсулы, инъекционные препараты, таблетки и настойки) и 84 лабораторных определения, метода и общих требований. С целью определить перечень субстанций и препаратов, которые будут описаны в фармакопее, было исследовано большое количество национальных фармакопей и официальных документов, получена помощь со стороны Международной фармацевтической федерации (МФФ). Для заголовков фармакопейных статей выбрали латинский язык в связи с его выделением из числа международных языков. В целях сбора требуемых сведений эксперты сотрудничали с Комитетом экспертов по биологической стандартизации ВОЗ по вопросам биологических продуктов и с экспертами, работающими в особых подразделениях, например, малярии, здоровья матери и ребёнка, душевного здоровья и венерических болезней.

## Второе издание Международной Фармакопеи
Оно было опубликовано в 1967 г. как Спецификации для контроля качества фармацевтических препаратов с подзаголовком, характеризующим его как второе издание Международной Фармакопеи. Благодаря разработке новых аналитических методик, таких как инфракрасная спектроскопия, хроматография (колоночная, бумажная и тонкослойная), неводная титрация и радиоактивность, второе издание претерпело многочисленные изменения и представляло пересмотр первого издания. Выбор фармакопейных статей и приложений в значительной степени основывался на наличии спецификаций, предназначенных для публикации в Международной Фармакопее, в национальных фармакопеях и в других томах, посвящённых спецификациям для фармацевтического контроля качества ко времени подготовки. Как следствие отзывов на первое издание, во второе издание вошли спецификации на 162 фармацевтических препарата, не включенных в первое издание, одновременно были удалены 114 фармакопейных статей. Кроме того, были добавлены новые аналитические методы. Спецификации и методы, изложенные в фармакопейных статьях, были испытаны в ряде национальных фармакопейных лабораториях, в лабораториях фармацевтического контроля качества, в лабораториях фармацевтических производителей и при различных фармакопейных учреждениях. Особая благодарность была выражена органам Британской фармакопеи и Фармакопеи Соединённых Штатов.

## Третье издание Международной Фармакопеи
В 1975 г. была пересмотрено назначение Международной Фармакопеи. Было решено, что:
- издание должно больше сфокусироваться на потребностях развивающихся стран и рекомендовать только простые, классические химические методики, которые показали свою полезность;
- приоритет будет предоставляться тем веществам, которые широко применяются во всем мире с акцентом на лечебной ценности этих веществ;
- высокий приоритет будет предоставлен препаратам, важным для программ здравоохранения, проводимых ВОЗ, и тем, которые склонны содержать примеси, возникающие из деградации или из трудностей при их производстве;
- там, где это возможно, при аналитических методах будут использоваться классические методики с той целью, чтобы МФ могла применяться без необходимости в дорогом оборудовании;
- там, где предлагался усложнённый аналитический метод, будет также предложен альтернативный, менее сложный метод.

Начиная с 1979 г., лекарственные препараты, появляющиеся в Международной Фармакопеея, выбирались из списка жизненно важных препаратов, основанном на первом докладе Комитета экспертов ВОЗ о Перечне жизненно важных препаратов. В фармакопейных статьях приводились спецификации для идентификации, чистоты и содержания жизненно важных препаратов, появляющихся в образце Списка жизненно важных препаратов ВОЗ и его обновлениях. Международная Фармакопея в третьем издании имела пять томов:
- том 1 содержал общие методы анализа;
- тома 2 и 3 — спецификации качества для большинства жизненно важных лекарственных субстанций в образце Списка жизненно важных препаратов ВОЗ;
- том 4 — сведения об определениях, методах и общие требования и спецификации качества для фармацевтических субстанций, вспомогательных веществ и дозированых форм,
- Том 5 содержал определения и общие требования к дозированным формам и спецификации качества для фармацевтических субстанций и таблеток, которые практически завершат список фармакопейных статей по действующим фармацевтическим субстанциям и раздел по противомалярийным лекарственным субстанциям и их наиболее широко применяемым дозированным формам.

## Четвертое издание Международной Фармакопеи
В 2006 г. издано в двух томах. В 2008 г. переиздание, содержащее первое дополнение. На веб-сайте ВОЗ есть Обзор этого издания на англ.яз. Оно доступно онлайн.

## Будущее Международной Фармакопеи
Спустя более 50 лет своего существования, а также под влиянием совершенствования трёх основных фармакопей, а именно, Европейской Фармакопеи, Японской Фармакопеи и Фармакопеи США, а также их текущего участия в работе Группы обсуждения фармакопеи, представляется уместным предложить пересмотренные общие представления и перспективы Международной Фармакопеи:
- предлагается больший международный подход к контролю качества фармацевтических препаратов, непосредственно относящихся к потребностям развивающихся стран и к Программам контролирования болезней, осуществляемым ВОЗ, включая не только препараты первостепенной важности, но и разработку новых лечебных средств и/или новых сочетаний таких средств.

## Цели и приоритеты будущего
Конечные цели остаются неизменными, а именно, благоприятствование продвижению фармацевтических препаратов надлежащего качества, разработка методов контроля качества для выявления фальсифицированных лекарственных препаратов с целью обеспечения безопасности и эффективности лекарственного лечения во всем мире. Это также важно для осуществления успешных программ по искоренению или контролю болезней и избежание возникновения лекарственной устойчивости. Наивысшим приоритетом остаётся разработка методик контролирования и фармакопейных статей для терапевтических агентов, включая комбинированные препараты, с целью лечения туберкулёза, малярии и ВИЧ.

## Издание в Российской Федерации
Третье издание Международной Фармакопеи было издано в РФ.